# Tepeapulco, Veracruz
Tepeapulco är en ort i Mexiko.   Den ligger i kommunen Coatepec och delstaten Veracruz, i den sydöstra delen av landet, 240 km öster om huvudstaden Mexico City. Tepeapulco ligger 872 meter över havet och antalet invånare är 278.
Terrängen runt Tepeapulco är kuperad. Runt Tepeapulco är det ganska glesbefolkat, med 45 invånare per kvadratkilometer. Närmaste större samhälle är Xalapa, 16,6 km nordväst om Tepeapulco. I omgivningarna runt Tepeapulco växer huvudsakligen savannskog.